# Honda CB 1300
Honda CB 1300 je motocykl kategorie naked bike, vyvinutý firmou Honda, vyráběný v letech 2004–2009.

## Technické parametry
- Rám: trubkový ocelový
- Suchá hmotnost: 224 kg
- Pohotovstní hmotnost:
- Maximální rychlost: 230 km/hod.
- Spotřeba paliva: 6,5 l/100 km